# Andrietta
Andrietta är en diminutivform av det grekiska kvinnonamnet Andrea, som i sin tur är bildat av ordet andros (människa). En annan variant av namnet är Andriette.
Andrietta har använts som förnamn i Sverige åtminstone sedan 1796. Den 31 december 2014 fanns det totalt 180 kvinnor folkbokförda i Sverige med namnet Andrietta varav 17 bar det som tilltalsnamn. Motsvarande siffror för Andriette var 57 respektive 16.
Namnsdag i Sverige: saknas